# Eutropis ashwamedhi
Eutropis ashwamedhi — вид сцинкоподібних ящірок родини сцинкових (Scincidae). Ендемік Індії.

## Поширення і екологія
Eutropis ashwamedhi мешкають в окрузі Палгаду на півночі індійського штату Андгра-Прадеш. Вони живуть в кам'янистих місцевостях, порослих сухими чагарниковими заростями. Зустрічаються на висоті від 20 до 300 м над рівнем моря.

## Збереження
МСОП класифікує цей вид як такий, що перебуває під загрозою зникнення. Eutropis ashwamedhi загрожує знищення природного середовища.